# Gunflint Iron Formation

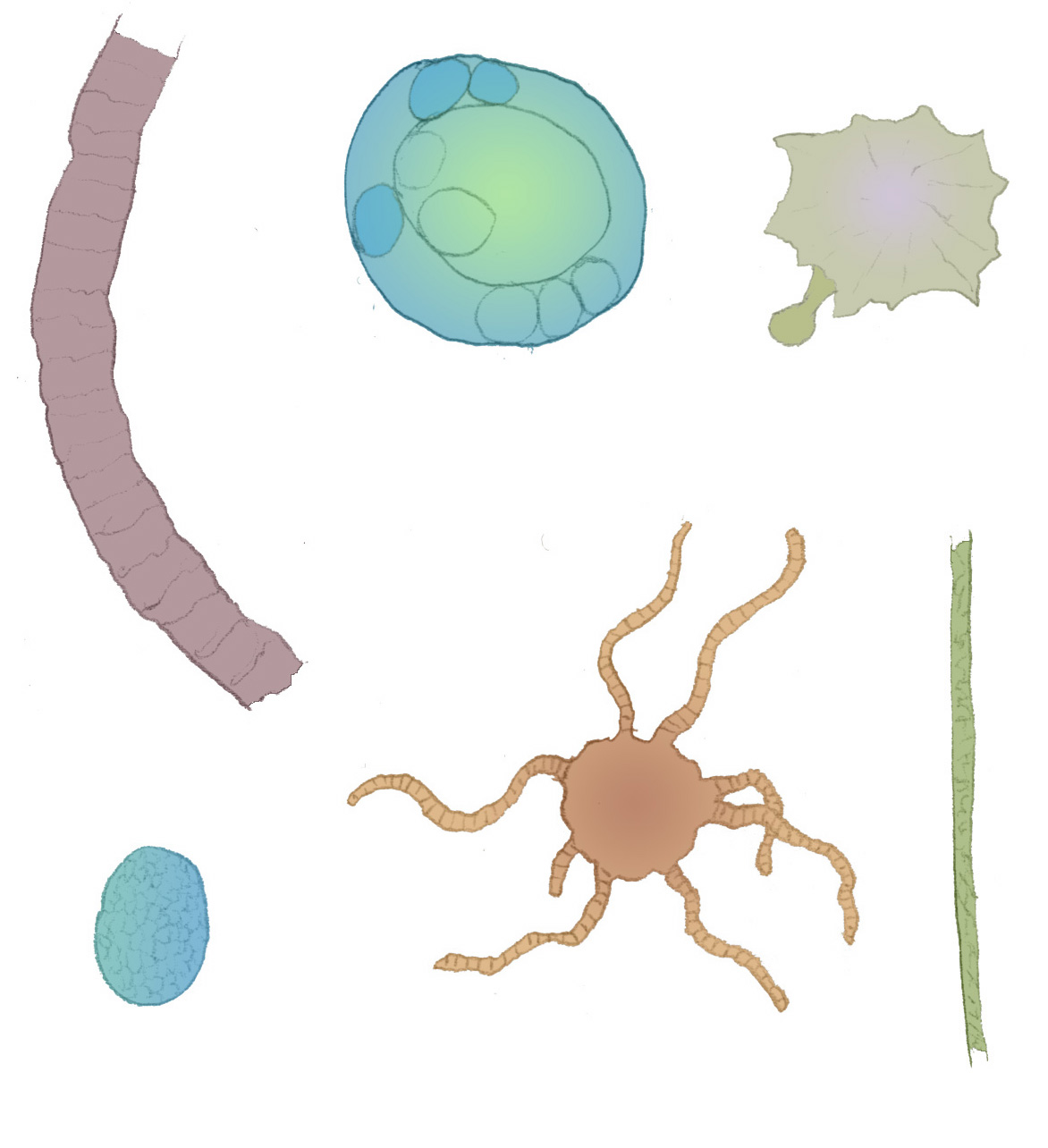
Ricostruzione di alcuni organismi fossili della Gunflint Formation. Nella fila in alto, da sinistra a destra: Ainimikeia, Eosphaera, Kakabekia. Nella fila in basso, da sinistra a destra: Huroniospora, Eoastrion, Gunflintia.

Il giacimento della Gunflint Iron Formation, in Ontario (Canada), è uno dei più antichi depositi fossiliferi noti. Risale a circa 2 miliardi di anni fa e conserva al suo interno una delle associazioni di microfossili più differenziate di tutto il Proterozoico.

## Organismi diversificati
Sono circa trenta i generi di organismi noti in questa formazione (in tutti i giacimenti proterozoici ne sono noti solo un centinaio); la conservazione di questi fossili avviene sia a livello di stromatoliti (intorno alla base della formazione) sia in fanghi silicizzati e stratificati. Sono moltissimi gli esemplari perfettamente conservati, e la maggior parte di questi (circa l'80%) appartiene a due sole forme: Gunflintia minuta e Huroniospora microreticulata.
Le prime sono forme filamentose e continue, molto sottile e allungate, mentre le seconde sono organismi più o meno sferici, di solito associati a Gunflintia. Quest'ultima, molto simile ai batteri del ferro e in particolare ai cianobatteri come Nostoc, presenta caratteristiche notevoli: sembra che vi fossero cellule a parete spessa, analoghe alle eterocisti delle Nostocacee dei giorni nostri; queste eterocisti proteggono dall'azione dell'ossigeno gli enzimi per la fissazione dell'azoto. Huroniospora, invece, sono probabilmente spore di batteri (come suggerisce il nome). L'altro 20% di organismi di Gunflint sono molto più rari. Questi microfossili includono un'altra specie di Gunflintia (G. grandis), costituita da filamenti settati e forse simili a tricomi di batteri, e guaine di notevoli dimensioni (Ainimikeia septata) analoghe a quelle degli attuali Oscillatoria. Tra gli altri organismi presenti vi era l'enigmatica Eosphaera tyleri, uno sferoide di incerta classificazione. I più bizzarri, però, erano lo stellato Eoastrion bifurcatum e Kakabekia barghoorniana, a forma di ombrello. Quest'ultimo era forse affine ad alcuni batteri attuali che ossidano il ferro e la manganese.

## Significato del giacimento
Tutti gli organismi presenti nel giacimento sono ancora procarioti, ad eccezione di un unico dubbio acritarco eucariote (Veryhachium), la cui autenticità non è ancora stata provata. In ogni caso, la comunità di Gunflint sembrerebbe rappresentare un ambiente di tipo bentico (acque basse); la presenza di Eosphaera, però, suggerirebbe l'inclusione di organismi planctonici (di mare aperto).
La varietà di forme a volte bizzarre, tipiche di questo giacimento, è da porre in relazione con una probabile fase di “sperimentazione” della vita sul pianeta Terra verificatasi con la comparsa di un ambiente aerobico e avvenuta tra 2.500 e 1.600 milioni di anni fa, nel Proterozoico inferiore.
Altri giacimenti analoghi, sebbene meno ricchi, sono quelli di Belcher Group (sempre in Canada), di Fig Tree (Repubblica Sudafricana), di Duck Creek Dolomite e di H.Y.C. Pyritic Shale (entrambi in Australia).